# Kanton Preuilly-sur-Claise
Der Kanton Preuilly-sur-Claise war bis 2015 ein französischer Wahlkreis im Arrondissement Loches, im Département Indre-et-Loire und in der Region Centre-Val de Loire. Sein Hauptort war Preuilly-sur-Claise, Vertreter im Generalrat des Départements war zuletzt von 2008 bis 2015 Gilles Bertucelli. 

## Gemeinden
| Gemeinde             | Einwohner Jahr | Fläche km² | Bevölkerungsdichte | Code INSEE | Postleitzahl |
| -------------------- | -------------- | ---------- | ------------------ | ---------- | ------------ |
| Bossay-sur-Claise    | 781 (2013)     | –          | – Einw./km²        | 37028      | 37290        |
| Boussay              | 267 (2013)     | –          | – Einw./km²        | 37033      | 37290        |
| Chambon              | 327 (2013)     | –          | – Einw./km²        | 37048      | 37290        |
| Charnizay            | 522 (2013)     | –          | – Einw./km²        | 37061      | 37290        |
| Chaumussay           | 239 (2013)     | –          | – Einw./km²        | 37064      | 37350        |
| Preuilly-sur-Claise  | 1029 (2013)    | –          | – Einw./km²        | 37189      | 37290        |
| Tournon-Saint-Pierre | 453 (2013)     | –          | – Einw./km²        | 37259      | 37290        |
| Yzeures-sur-Creuse   | 1447 (2013)    | –          | – Einw./km²        | 37282      | 37290        |